# Turchizzazione dei toponimi in Turchia
Con la turchizzazione dei toponimi ci si riferisce ad un processo massivo e periodico di turchizzazione dei nomi geografici e topografici in Turchia intrapreso a partire dal 1913. Lo stesso sforzo fu compiuto nel periodo kemalista in tutta la lingua allora usata, nella quale furono sostituite tutte le parole di origine araba o persiana: il turco moderno ha quasi due terzi di parole nuove rispetto al turco-ottomano.
Migliaia di toponimi all'interno della Repubblica turca o del suo Stato predecessore, l'Impero ottomano, sono stati cambiati dalle loro denominazioni popolari o storiche a favore di nomi riconoscibili in turco, come parte delle politiche di turchizzazione. I governi sostenevano che tali toponimi erano estranei o divisivi, mentre i critici dei cambiamenti li descrivevano come sciovinisti. I nomi cambiati erano solitamente di origine armena, greca, georgiana (inclusa laz), bulgara, curda, zazaki, siriaca o araba.
Gli sforzi della Turchia per aderire all'Unione europea all'inizio del 21º secolo hanno portato a una diminuzione dell'incidenza di tali cambiamenti da parte del governo locale, e ancor di più del governo centrale. In alcuni casi la legislazione ha ripristinato i nomi di alcuni villaggi (principalmente quelli che ospitano le minoranze curde e zaza).  I nomi dei luoghi che formalmente sono stati cambiati in modo frequente persistono nei dialetti e nelle lingue locali in tutto il paese etnicamente diversificato.
Questa politica iniziò durante gli ultimi anni dell'Impero ottomano e continuò nel suo Stato successore, la Repubblica di Turchia. Sotto il governo kemalista, vennero create commissioni governative specializzate allo scopo di cambiare i nomi. Furono cambiati circa 28 000 nomi topografici, che includevano 12 211 nomi di villaggi e città e 4 000 nomi di montagne, fiumi e altri nomi topografici. La maggior parte dei cambi toponomastici riguardò le regioni orientali del paese, dove le etnie minoritarie costituiscono la gran parte o la maggioranza della popolazione.

## Storia

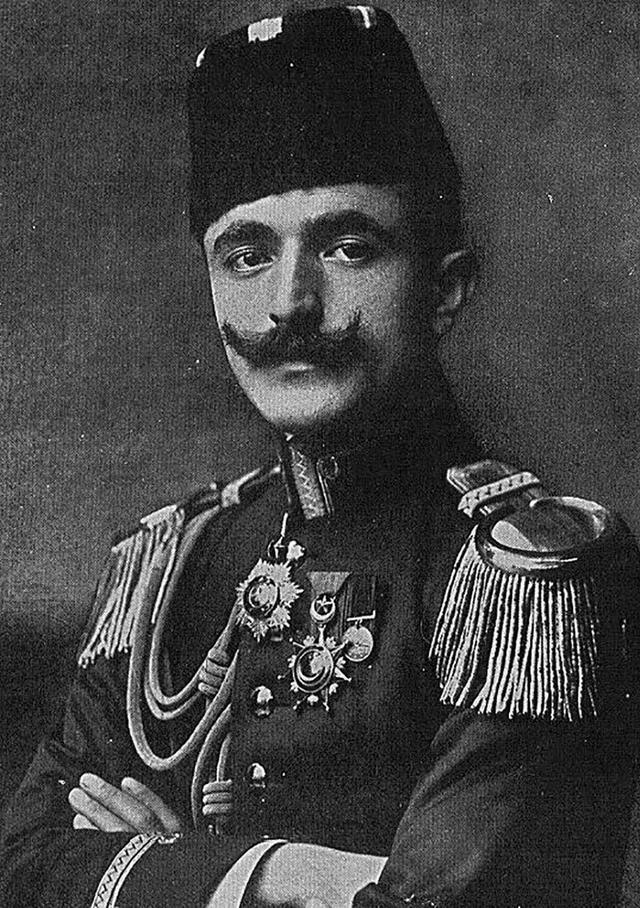
Enver Pasha emanò un editto nel 1916 che tutti i nomi di luogo provenienti da popoli non musulmani sarebbero stati cambiati.

### Impero ottomano
Il Comitato di Unione e del Progresso prese le redini del governo ottomano con un colpo di Stato nel 1913. Al culmine della prima guerra mondiale e durante gli ultimi anni dell'Impero ottomano, quando erano in corso le politiche di pulizia etnica delle minoranze non musulmane greca, armena e assira, il ministro della guerra Enver Pasha emanò un editto (firmano) il 6 ottobre 1916, dichiarando:
(Direzione Generale degli Archivi di Stato della Repubblica di Turchia, İstanbul Vilayet Mektupçuluğu, n. 000955, 23 Kânunuevvel 1331 (6 ottobre 1916) Ordinanza di Enver Paşa)
Enver Pasha non cambiò i nomi geografici appartenenti alle minoranze musulmane (es. arabi e curdi) a causa del ruolo del governo ottomano come califfato. Il suo decreto ispirò molti intellettuali turchi a scrivere a sostegno di tali misure. Uno di questi intellettuali, Hüseyin Avni Alparslan (1877-1921), un soldato turco e autore di libri sulla lingua e la cultura turca, fu ispirato dagli sforzi di Enver Pasha, scrivendo nel suo libro Trabzon İli Lâz mı? Türk mü? (La provincia di Trabzon è laz o turca?) che:
Solo così possiamo dipingere il nostro Paese con i suoi colori.»
Non è noto quanti nomi geografici siano stati modificati nell'ambito dell'ordinanza. L'obiettivo ultimo generale dietro tale norma fallì a causa del crollo del governo ottomano e dei processi ai suoi capi davanti ai tribunali ottomani ed europei per i massacri contro le minoranze etniche commessi nel 1915.
Nella Repubblica turca si verificò una diminuzione del livello di repressione culturale. Ciò nonostante, i nomi dei luoghi di origine turca non tradizionali vennero invariabilmente rinominati a livello ufficiale nel corso del tempo.

### Repubblica di Turchia
Il nazionalismo turco e il secolarismo erano due dei sei principi fondanti della Repubblica turca. Mustafa Kemal Atatürk, il leader dei primi decenni della Repubblica, mirava a creare uno stato nazionale (in turco Ulus) dai resti turchi dell'Impero ottomano. Durante i primi tre decenni della Repubblica, i tentativi per turchizzare i nomi geografici furono un tema ricorrente. Le mappe importate che contenevano riferimenti alle regioni storiche come l'Armenia, il Kurdistan o il Lazistan (il nome ufficiale della provincia di Rize fino al 1921) erano vietate (come nel caso del Der Grosse Weltatlas, una mappa pubblicata a Lipsia). La stessa operazione, d'altronde, stava riguardando l'intera lingua turca, dalla quale furono espunte due terzi delle parole, che erano d'origine araba o persiana.
Nel 1927, tutti i nomi delle strade e delle piazze di Istanbul che non erano di origine turca furono cambiati.
Nel 1940 il Ministero degli Interni emanò una circolare che chiedeva di sostituire i toponimi originali o in lingua straniera con toponimi turchi. La giornalista e scrittrice Ayşe Hür ha fatto notare che dopo la morte di Atatürk e durante il periodo del Partito Democratico della Repubblica turca alla fine degli anni '40 e '50, i "nomi brutti, umilianti, insultanti o di derisione, anche se erano turchi, furono soggetti a modifiche. Nomi di villaggi con componenti lessicali col significato di rosso (kizil), campana (çan), chiesa (kilise, es. Kirk Kilise) furono modificati. Per eliminare le "nozioni separatiste", furono cambiati anche i nomi dei villaggi arabi, persiani, armeni, curdi, georgiani, tartari, circassi e laz".
Nel 1952 fu creata la Commissione Speciale per il Cambio di Nome (Ad Değiştirme İhtisas Kurulu) sotto la supervisione del Ministero degli Interni. Essa era investita del potere di cambiare tutti i nomi che non erano di competenza dei comuni come strade, parchi o luoghi. Nella commissione c'erano rappresentanti della Società linguistica turca (Türk Dil Kurumu), delle facoltà di geografia, lingua e storia dell'Università di Ankara, dello stato maggiore militare e dei ministeri della difesa, degli affari interni e dell'istruzione. Il comitato lavorò fino al 1978 e il 35% dei villaggi in Turchia cambiò nome. L'iniziativa ebbe successo, poiché furono modificati circa 28.000 nomi topografici, inclusi 12.211 nomi di villaggi e città e 4.000 nomi di montagne, fiumi e altri nomi topografici. Questa cifra includeva anche i nomi di strade, monumenti, quartieri, e altri elementi che costituivano alcuni comuni. Il comitato fu ripristinato nel 1983, dopo il colpo di Stato militare del 1980, e cambiò i nomi di 280 villaggi. Fu nuovamente chiuso nel 1985 per inefficienza. Durante l'accresciuta tensione tra i ribelli curdi e il governo turco, l'obiettivo dei cambi di nomi geografici negli anni '80 riguardò i villaggi, le città, i fiumi curdi, ecc.
Nel 1981, il governo turco dichiarò nella prefazione di Köylerimiz, una pubblicazione dedicata ai nomi dei villaggi turchi, che:
Al culmine di tali politiche, non rimasero nomi geografici o topografici di origine non turca. Alcuni dei nomi più recenti rimasero somiglianti ai loro nomi nativi, ma con connotazioni turche riviste (es. Aghtamar fu cambiato in Akdamar).

### Stato attuale
Sebbene in Turchia i nomi geografici siano stati formalmente modificati, i loro nomi nativi persistono e continuano a essere utilizzati nei dialetti locali di tutto il paese. A volte, i politici turchi hanno anche usato i nomi nativi delle città durante i loro discorsi. Nel 2009, quando si è rivolto a una folla nella città di Güroymak, il presidente Abdullah Gül ha usato il nome nativo Norşin. Anche quell'anno, quando parlava delle sue origini familiari, il primo ministro Recep Tayyip Erdoğan ha usato il nome greco nativo di Potamya invece di Güneysu.
In Turchia sono stati recentemente introdotti tentativi per ripristinare i precedenti nomi di termini geografici. Nel settembre 2012 è stata introdotta una legge per ripristinare i nomi dei villaggi (principalmente curdi) ai loro precedenti nomi nativi. Secondo il disegno di legge, la provincia di Tunceli si chiamerebbe Dersim, Güroymak si chiamerebbe Norşin e Aydınlar si chiamerebbe Tilo. Tuttavia l'autorità del governo turco si è opposta al nome Dersim come nel caso della municipalità locale che voleva introdurre il nome Dersim al posto di Tunceli.

## Analisi comparativa
La maggior parte dei cambi toponomastici si sono verificati nelle province orientali del paese e sulla costa orientale del Mar Nero, dove tendono a vivere le popolazioni minoritarie. Attraverso uno studio indipendente, l'etimologo Sevan Nişanyan stima che, tra cambi di nome di località geografiche, 4.200 erano greci, 4.000 curdi, 3.600 armeni, 750 arabi, 400 assiri, 300 georgiani, 200 laz e altri 50. Le statistiche ufficiali della Commissione speciale per il cambio di nome (Ad Degistirme Ihtisas Komisyonu) affermano che il numero totale di villaggi, paesi, città e insediamenti rinominati è 12.211. La tabella seguente elenca le province e il numero di villaggi o città rinominati.

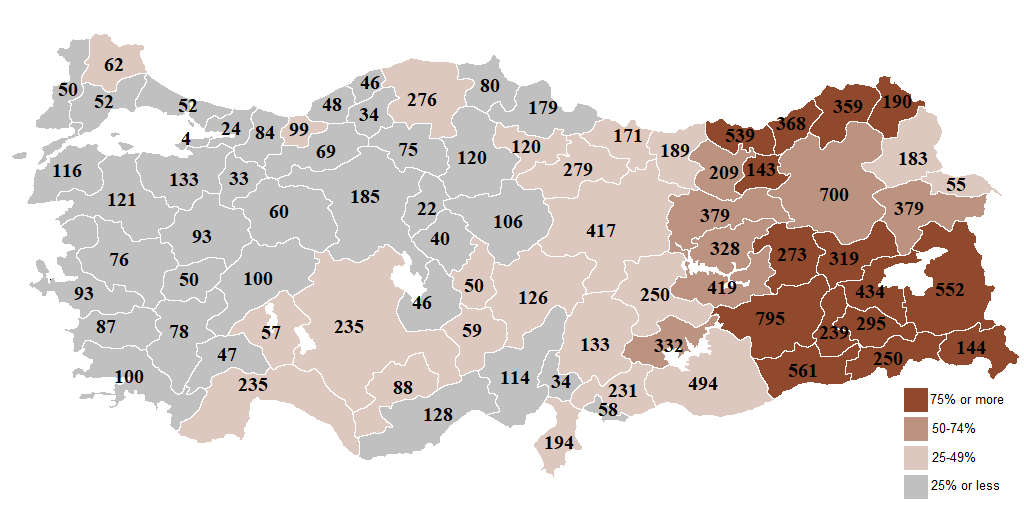
Percentuale di modifiche dei nomi geografici in Turchia dal 1916 in poi

| Provincia  | Numero | Provincia | Numero | Provincia     | Numero | Provincia | Numero | Provincia  | Numero |
| ---------- | ------ | --------- | ------ | ------------- | ------ | --------- | ------ | ---------- | ------ |
| Erzurum    | 653    | Kastamonu | 295    | Giresun       | 167    | Amasya    | 99     | Denizli    | 53     |
| Mardin     | 647    | Gaziantep | 279    | Zonguldak     | 156    | Kütahya   | 93     | Burdur     | 49     |
| Diyarbakır | 555    | Tunceli   | 273    | Bursa         | 136    | Yozgat    | 90     | Niğde      | 48     |
| Van        | 415    | Bingöl    | 247    | Ordu          | 134    | Afyon     | 88     | Uşak       | 47     |
| Sivas      | 406    | Tokat     | 245    | Hakkari       | 128    | Kayseri   | 86     | Isparta    | 46     |
| Kars       | 398    | Bitlis    | 236    | Hatay         | 117    | Manisa    | 83     | Kırşehir   | 39     |
| Siirt      | 392    | Konya     | 236    | Sakarya       | 117    | Çankırı   | 76     | Kırklareli | 35     |
| Trabzon    | 390    | Adıyaman  | 224    | Mersin        | 112    | Eskişehir | 70     | Bilecik    | 32     |
| Şanlıurfa  | 389    | Malatya   | 217    | Balıkesir     | 110    | Muğla     | 70     | Kocaeli    | 26     |
| Elazığ     | 383    | Ankara    | 193    | Kahramanmaraş | 105    | Aydın     | 69     | Nevşehir   | 24     |
| Ağrı       | 374    | Samsun    | 185    | Rize          | 105    | İzmir     | 68     | Istanbul   | 21     |
| Erzincan   | 366    | Bolu      | 182    | Çorum         | 103    | Sinop     | 59     | Edirne     | 20     |
| Gümüşhane  | 343    | Adana     | 169    | Artvin        | 101    | Çanakkale | 53     | Tekirdağ   | 19     |
| Muş        | 297    | Antalya   | 168    |               |        |           |        |            |        |

## Toponimi turchizzati degni di nota

### Armeni
I toponimi geografici armeni furono cambiati per la prima volta sotto il regno del sultano Abdul Hamid II. Nel 1880, la parola Armenia fu bandita dall'uso nella stampa, nei libri di scuola e nelle istituzioni governative, per essere sostituita con parole come Anatolia o Kurdistan. La modifica dei nomi armeni continuò sotto la prima era repubblicana fino al 21º secolo. Comprendeva la turchizzazione dei cognomi, la modifica dei nomi degli animali, la modifica dei nomi di personaggi storici armeni (ovvero il nome della prominente famiglia Balyan era nascosto sotto l'identità superficiale di una famiglia italiana chiamata Baliani), e il cambiamento e la distorsione degli eventi storici armeni.
La maggior parte dei nomi geografici armeni riguardò le province orientali dell'Impero ottomano. Villaggi, insediamenti o città che contengono il suffisso -kert, che significa costruito o costruito da (es. Manavazkert (oggi Malazgirt), Norakert, Dikranagert, Noyakert), -shen, che significa villaggio (come Aratashen, Pemzashen, Norashen), e -van, che significa città (come Charentsavan, Nakhichevan, Tatvan), indicano un nome armeno. Nel corso della storia ottomana, le tribù turche e curde si stabilirono nei villaggi armeni e cambiarono i nomi armeni nativi (per esempio l'armeno Norashen fu cambiato in Norşin). Ciò fu particolarmente vero dopo il genocidio armeno, quando gran parte della Turchia orientale venne spopolata dalla sua popolazione armena.
Sevan Nişanyan stima che siano state cambiate 3 600 località geografiche armene.

Toponimi armeni turchizzati degni di nota:
| Nome armeno           | Nome cambiato in:  | Note |
| --------------------- | ------------------ | --- |
| Govdun                | Goydun             | Armeno: "Casa delle mucche" |
| Aghtamar              | Akdamar            | Di significato sconosciuto Turco: vena bianca |
| Akn                   | Eğin, poi Kemaliye | Armeno: "Fontana" |
| Manavazkert           | Malazgirt          | Armeno: "Città di Menua" (dal nome del re urartateo Menua) |
| Vostan                | Gevaş              | Armeno: "Appartiene al re" |
| Kayl Keta             | Fiume Kelkit       | Armeno: "Fiume del lupo". Il villaggio di Kelkit nella provincia di Gümüşhane prende il nome dal fiume Kelkit.                                                                     |
| Norashen              | Güroymak           | Armeno: "Città nuova". È stata presentata una proposta per ripristinare il suo antico nome. La comunità curda di Güroymak sostiene che sia un nome nativo curdo chiamato "Norşin". |
| Çermuk                | Çermik             | Armeno: "Sorgenti termali" |
| Khachkar              | Kaçkar             | Armeno: Khachkar o croce di pietra. |
| Everek                | Develi             | Deriva dalla parola armena Averag che significa rovine. |
| Karpert               | Harput, poi Elâzığ | Armeno: "Fortezza di roccia" |
| Ani                   | Anı                | Capitale storica dei Bagratuni di Armenia. In turco: "Memoria" |
| Sevaverag             | Siverek            | Armeno: "Rovine nere" |
| Chabakchur (Çabakçur) | Bingöl             | Armeno: "acque agitate". Turco: "Mille laghi". Çabakçur è stato utilizzato fino al 1944. I curdi si riferiscono alla città come Çolig.                                             |
| Metskert              | Mazgirt            | Armeno: "Grande città" |
| Pertak                | Pertek             | Armeno: "Piccolo castello" |

### Assiri
La maggior parte dei cambi dei toponimi assiri riguardarono il sud-est della Turchia vicino al confine siriano nella regione di Tur Abdin. La Tur Abdin (in siriaco ܛܘܼܪ ܥܒ݂ܕܝܼܢ) è una regione collinare che comprende la metà orientale della provincia di Mardin e la provincia di Şırnak a ovest del Tigri, al confine con la Siria. Il nome 'Tur Abdin' deriva dalla lingua siriaca che significa 'montagna dei servi (di Dio)'. Tur Abdin è di grande importanza per i cristiani siro-ortodossi, per i quali la regione era un centro monastico e culturale. Il popolo assiro/siriaco di Tur Abdin si fa chiamare Suroye e Suryoye e tradizionalmente parla un dialetto aramaico orientale chiamato Turoyo.
Dopo il genocidio assiro, gli assiri della regione furono spopolati o massacrati. Attualmente sono 5 000 gli assiri che vivono nella regione.
Nişanyan stima che siano state cambiate 400 località geografiche assire.

Mappa che mostra i nomi nativi dei villaggi assiri nella regione di Tur Abdin

Toponimi assiri turchizzati degni di nota
| Nome assiro                  | Nome cambiato in: | Note                                                                                 |
| ---------------------------- | ----------------- | ------------------------------------------------------------------------------------ |
| Kafro Taxtaytô               | Elbeğendi         | Aramaico orientale: "Villaggio inferiore"                                            |
| Barsomik                     | Tütenocak         | Prende il nome dal patriarca nestoriano Bar Sawma                                    |
| Merdô                        | Mardin            | Aramaico orientale: "Fortezze"                                                       |
| Iwardo                       | Gülgöze           | Aramarico orientale: "Fontana di fiori"                                              |
| Arbo                         | Taşköy            | Aramaico orientale: "Capra"                                                          |
| Qartmîn                      | Yayvantepe        | Aramaico orientale: "Paese di mezzo"                                                 |
| Kfargawsô                    | Gercüş            | Aramaico orientale: "Villaggio protetto"                                             |
| Kefshenne                    | Kayalı            | Aramaico orientale: "Pietra della pace"                                              |
| Beṯ Zabday                   | İdil              | Prende il nome da Babai il Grande che fondò un monastero e una scuola nella regione. |
| Xisna d'Kêpha (Hisno d'Kifo) | Hasankeyf         | Aramaico orientale: "Fortezza di roccia"                                             |
| Zaz                          | İzbırak           |                                                                                      |
| Anḥel                        | Yemişli           |                                                                                      |

### Georgiani e laz
La regione storica di Tao-Klarjeti, che comprende le odierne province di Artvin, Rize, Ardahan e la parte settentrionale di Erzurum, è stata a lungo il centro della cultura e della religione georgiana. Il Lazistan e il Tao-Klarjeti, allora parte del Principato georgiano di Samtskhe, fu conquistato dall'Impero ottomano a metà del XVI secolo. A causa delle differenze linguistiche, la nuova amministrazione ottomana nei suoi registri sul vilayet del Gurjistan (Provincia della Georgia) adattò i nomi geografici georgiani allo stile turco-ottomano. Alcuni nomi geografici furono cambiati così drasticamente che è diventato quasi impossibile determinarne la forma originale. I cambi toponomastici da parte degli ottomani divennero intensi nel 1913. Dopo il crollo dell'Impero ottomano nel 1923, il nuovo governo turco continuò la vecchia politica. I primi tentativi da parte dei funzionari repubblicani turchi di cambiare i nomi geografici georgiani iniziarono nel 1925. Le modifiche toponomastiche avvennero periodicamente dopo il 1959 e continuarono per tutto il XX secolo. Nonostante il fatto che i georgiani costituissero una significativa minoranza nella regione, nel 1927 il consiglio provinciale di Artvin vietò la lingua georgiana. Gli abitanti tuttavia conservarono l'uso di antichi nomi geografici nel linguaggio colloquiale.
Tra il 1914 e il 1990, i regimi burocratici semi-autonomi turchi hanno cambiato il 33% dei nomi geografici di Rize e il 39% di Artvin.
Nişanyan stima che 500 nomi geografici georgiani e laz siano stati cambiati in turco.

Toponimi georgiani e laz turchizzati degni di nota: Luoghi assegnati con nomi completamente nuovi
| Nome georgiano e laz | Nome cambiato in: | Appunti                             |
| -------------------- | ----------------- | ----------------------------------- |
| Tsqarostavi          | Öncül             | Georgiano: "Fonte di una primavera" |
| Dolisqana            | Hamamlı           | Georgiano: "Campo di grano"         |
| Berta                | Ortaköy           | Georgiano: "Sito di monaci"         |
| Veli                 | Sevimli           | Georgiano: "Campo"/"Prato"          |
| Taoskari             | Çataksu           | Georgiano: "Porta del Tao"          |
| Akhalta              | Yusufeli          | Georgiano: "Sito del nuovo"         |
| Makriali             | Kemalpaşa         |                                     |
| Vits'e               | Fındıklı          | Laz: "Ramo"                         |
| Atina                | Pazar             |                                     |
| Muzareti             | Çakırüzüm, Göle   | Georgiano: "Un sito chiuso"         |

Nomi delle località modificati che risuonano il turco
| Nome georgiano e laz | Nome cambiato in: | Appunti                                                      |
| -------------------- | ----------------- | ------------------------------------------------------------ |
| Shavsheti            | Şavşat            | Georgiano: "Terra degli Shavsh (gruppo subetnico georgiano)" |
| Artanuji             | Ardanuç           | Laz-Mingreliano: "Baia di Artani "                           |
| Oltisi               | Oltu              |                                                              |
| K'ola                | Göle              | Legato al nome della Colchide                                |

### Greci
Molti dei nomi greci hanno mantenuto le loro origini dall'impero bizantino e dall'impero di Trebisonda.
Con l'istituzione dell'Impero ottomano, molti cambi di toponimi al turco hanno continuato a mantenere le loro origini greche. Ad esempio, il nome moderno "İzmir" deriva dall'antico nome greco Σμύρνη "Smirne". Un'etimologia simile si applica anche ad altre città turche con antichi nomi greci, come İznik (dall'espressione "isnikèan", che significa "a Nicea"), o anche per l'isola greca di Kos, chiamata "İstanköy" in turco.
Nişanyan stima che siano state turchizzate 4 200 località geografiche greche, più di qualsiasi altra minoranza etnica.

Toponimi greci turchizzati degni di nota
| Nome greco                                                  | Nome cambiato in:                                             | Note |
| ----------------------------------------------------------- | ------------------------------------------------------------- | --- |
| Potamia                                                     | Güneysu                                                       | Greco: "fiume". Il 12 agosto 2009, quando parlava delle origini della sua famiglia il primo ministro Recep Tayyip Erdoğan ha usato il nome greco nativo di Potamya al posto di Güneysu. |
| Néa Phôkaia                                                 | Yenifoça                                                      | |
| Hadrianoupolis                                              | Edirne                                                        | Greco: "Città di Adriano". Fondata dall'imperatore Adriano nel 123 d.C., divenne la temporanea capitale ottomana dopo la conquista ottomana nel 1363. |
| Kallipolis                                                  | Gelibolo                                                      | Greco: "Bella città". La città fu fondata nel V secolo a.C. |
| Makri                                                       | Fethiye                                                       | Greco: "lungo". A seguito dello scambio di popolazioni tra Grecia e Turchia, i greci di Makri furono inviati in Grecia dove fondarono la città di Nea Makri (Nuova Makri). |
| Kalamaki                                                    | Kalkan                                                        | Fino all'inizio degli anni 1920, la maggior parte dei suoi abitanti erano greci. Andarono via nel 1923 a causa dello scambio di popolazioni tra Grecia e Turchia dopo la guerra greco-turca ed emigrarono in Attica, dove fondarono la città di Kalamaki. |
| Konstantinoupolis                                           | Istanbul                                                      | Greco: "Città di Costantino". Fondata dall'imperatore Costantino nel 330 d.C. Il nome Istanbul è in uso già da prima della conquista ottomana del 1453. Diversi nomi della città coesistettero durante il periodo ottomano, fino a quando tutti i nomi diversi da Istanbul divennero completamente obsoleti verso il tardo impero.. Tuttavia, il nome ufficiale rimase sempre Kostantîniyye durante l'impero, mentre la repubblica ufficializzò İstanbul. L'etimologia di quest'ultimo è dibattuta: una delle teorie è che venga dal greco εἰς τήν Πόλιν, "alla città" (per antonomasia), o come corruzione della forma greca pura; nei due casi, dunque, sarebbe ancora un nome d'origine greca. |
| Neopolis                                                    | Kuşadası                                                      | Era conosciuta come Neopolis (città nuova) durante l'era bizantina e successivamente come Scala Nova o Scala Nuova sotto i Genovesi e i Veneziani. |
| Nikaia                                                      | İznik                                                         | Prende il nome dalla moglie di Lisimaco. Il Simbolo niceno-costantinopolitano prende il nome dal Primo Concilio di Nicea, che si riunì in città nel 325 d.C. |
| Nikomedeia                                                  | İzmit                                                         | Prende il nome da Nicomede I di Bitinia, che rifondò la città nel 264 a.C. |
| Sinasos                                                     | Mustafapaşa                                                   | Nel 1924, durante lo scambio di popolazioni tra Grecia e Turchia, i greci della città partirono per la Grecia e fondarono Nea Sinasos, una città nella parte settentrionale dell'isola di Eubea. |
| Smyrna                                                      | İzmir                                                         | Antica città greca situata in un punto centrale e strategico della costa egea dell'Anatolia. I greci lasciarono la città per la Grecia dopo il grande incendio di Smirne nel 1922. |
| Le Isole dei Principi - Proti - Prinkipo - Antigoni - Halki | Prens Adaları - Kınalıada - Büyükada - Burgazada - Heybeliada | Durante il periodo bizantino, principi e altri reali furono esiliati nelle isole. In seguito la stessa sorte toccò anche membri della famiglia del sultano ottomano, dando alle isole il loro nome attuale. |

### Curdi e zazaki
I cambi di nome geografico curdo e zazaki furono esenti sotto l'Impero ottomano a causa dell'orientamento religioso islamico dei curdi. Durante l'era repubblicana e soprattutto dopo il massacro di Dersim, i cambi toponomastici curdi e zaza divennero più comuni. Durante l'era repubblicana turca, le parole Kurdistan e curdi furono bandite. Il governo turco mascherava statisticamente la presenza dei curdi e degli zaza classificandoli come turchi di montagna. Questa classificazione fu modificata nel nuovo eufemismo di Turchi orientali nel 1980.
Nella categoria dei cambi dei nomi geografico curdi sono inclusi anche gli zaza che in realtà non sono curdi. Nişanyan stima che siano state cambiate 4 000 località geografiche curde e zaza.

Toponimi curdi turchizzati degni di nota
| Nome curdo e zazaki | Nome cambiato in:    | Note |
| ------------------- | -------------------- | --- |
| Qilaban             | Uldere               | Curdo: "castellano" |
| Dersîm              | Provincia di Tunceli | Nel settembre 2012, è stata promulgata una legge per ripristinare il nome della provincia di Tunceli in Dersim. |
| Qoser               | Kızıltepe            | Curdo: "Montagna rossa" |
| Şax                 | Çatak                | Curdo: "ramo di albero" o "montagna" |
| Êlih                | Batman               | |
| Karaz               | Kocaköy              | |
| Pîran               | Dicle                | Zazaki e curdo.: "Saggi" |
| Hênî                | Hani                 | Henî: Zaz. Primavera |
| Dara Henî           | Genç                 | Dar: Albero, Hênî: Primavera |
| Ginc (Genc)         | Kaleköy, Solhan      | Abitato dagli zaza. Il nome deriva dal medio persiano گنج "genc", che significa tesoro. Questa città non deve essere confusa con la moderna città di Genç.Genc era il centro della provincia di Bingöl tra 1924-1927. Nel 1936 la città fu trasferita a Dara Hênî dove il nome di Dara Hênî è stato infine cambiato in Genç.            |
| Çolig               | Bingöl               | Il significato del nome è interpretato come "da qualche parte che è in una valle profonda". |
| Şemrex              | Mazıdağı             | Curdo: "Strada per Damasco (Şam)" |
| Norgeh              | Pazaryolu            | Curdo: "Luogo di luce" |
| Amed                | Diyarbakır           | Gli armeni si riferiscono anche alla città come Dikranagerd (armeno: costruito dal re Tigran). "Amida" era il nome usato dai romani e dai bizantini. |
| Colemêrg            | Hakkari              | Hakkari era conosciuta come Çölemerik secondo i registri governativi nel 1928. Gli armeni si riferiscono alla città come Gghmar che è stato notato in La storia di Tovma Artsruni la Casa di Artsrunik scritta nel X secolo. |
| Serêkaniyê          | Ceylanpınar          | Curdo: "Testa di sorgente" (una fontana naturale) |
| Riha                | Şanlıurfa            | La città era indicata come Edessa nei testi greci del IV secolo. Era anche riferita come El-Ruha in un testo arabo del VII secolo. La città fu cambiata in Urfa. Nel 1984 l'Assemblea nazionale ha cambiato il suo nome in Şanlıurfa che significa gloriosa Urfa in onore della dedizione della città alla guerra d'indipendenza turca. |